# Radio Barquisimeto
Radio Barquisimeto fue fundada por los hermanos Rafael y Amilcar Segura el 20 de enero de 1938 (87 años), en el marco de la apertura democrática surgida en Venezuela luego del deceso del General Juan Vicente Gómez.

## Historia
Una de las emisoras que conformó el Palacio Radial fue Radio Barquisimeto, además es el primer eslabón de un consorcio radiofónico en la región conformado también por las siguientes emisoras: Yaracuy, Juventud, Universo, Lara y Cristal. Es lo que legal y comercialmente se conoció como el Circuito CORASA (Comunidad Radial S.A).
No obstante, en sus comienzos la emisora de los Segura abrió sus micrófonos a las variadas expresiones del arte y la cultura, llegando a contar con su propio cuerpo de comedias y radioteatro. Originalmente en la estación laboraba en horario de 6:00 a 23:00, por onda media y corta. Sus propietarios dieron mucha importancia a las emisiones internacionales llegando a utilizar las frecuencias de 4.999 y 9.510 kHz con potencia de 15 kW ; de allí que tuviera como lema “La Internacional”. Por onda media transmitía por la frecuencia de los 1.490 kHz, con una potencia de 5 kW. Mientras que su panel de locutores era de seis.
Y asimismo, la difusión de noticias por Radio Barquisimeto tuvo inmediata acogida entre sus propietarios, conscientes de la importancia del hecho informativo. Es así como ponen en marcha un noticiario diseñado en el formato corto de media hora con los auspicios comerciales de la empresa Galletera El Ávila, fundada en 1938. El mismo era puesto en antena a las 12 del mediodía y a las 6 de la tarde. Para ello fueron contratados los servicios de la Agencia de Noticias PEVE para cubrir el resto del país.
El cuadro de narradores lo conformaban los locutores: Raúl Anzola, Rafael Guillermo Zamora, Raúl Montesinos Camejo, Mario Núñez O., Alberto Castillo Arráez y los propietarios, hermanos Segura.
Cuando estalló la Segunda Guerra Mundial en septiembre de 1939, se produjo en el público una avidez de noticias del conflicto, por lo que el informativo fue extendido media hora más. El noticiero se prolongaría por más de 20 años, desapareciendo después del derrocamiento del General Marcos Pérez Jiménez el 23 de enero de 1958. Un tiempo de rígida censura y autocensura de prensa. A los radiodifusores; para sobrevivir en aquel régimen, no les quedaba otro camino que “refugiarse en la paz del silencio”. Lo contrario era exponerse a un carcelazo.
Actualmente esta estación forma parte del circuito nacional AM Center.